# Ориола
Орио́ла (порт. Oriola) — фрегезия (район) в муниципалитете Портел округа Эвора в Португалии. Территория — 36,21 км². Население — 495 жителей. Плотность населения — 13,7 чел/км².